# Tapasztalati képlet (kémia)
A kémiában egy vegyület tapasztalati képlete a vegyületet alkotó elemek atomjainak legkisebb egész számokkal kifejezett aránya. A tapasztalati képlet nem tartalmaz információt az izomériáról, szerkezetről és az atomok számáról. Egyes anyagok „óriási molekulákat” alkotnak (ideértve a makromolekulák mellett a hatalmas kovalens hálózatot alkotó atomrácsos kristályokat is), az ionrácsos kristályok esetében pedig nem is beszélhetünk molekulákról. A tapasztalati képlet lehetőséget ad mindezeknek a sajátos anyagoknak a tömör jelölésére, pl. CaCl2 (ionrács) és SiO2 (atomrács). A tapasztalati kifejezés az elemanalízis kísérleti vizsgálatára utal, mellyel meg lehet határozni a vegyületet alkotó elemek relatív arányát.
Ezzel szemben a molekulaképlet megadja a molekulát alkotó egyes atomtípusok számát, a szerkezeti képlet pedig a molekula szerkezetét is leírja.
Az n-hexán szerkezeti képlete például CH3CH2CH2CH2CH2CH3, amelyből látható, hogy benne 6 szénatom egyenes láncot alkot, melyhez 14 hidrogénatom kapcsolódik. A hexán molekulaképlete C6H14, tapasztalati képlete C3H7, azaz a hexánban a C:H arány 3:7. Különböző vegyületek rendelkezhetnek azonos tapasztalati képlettel. Például a formaldehid, ecetsav és glükóz tapasztalati képlete is CH2O. Ez megegyezik a formaldehid tényleges kémiai képletével, de az ecetsavban kétszer ennyi, a glükózban pedig hatszor ennyi atom található.

## Példák hétköznapi anyagokkal
| Anyag  | Összegképlet | Tapasztalati képlet |
| ------ | ------------ | ------------------- |
| víz    | H2O          | H2O                 |
| metán  | CH4          | CH4                 |
| benzol | C6H6         | CH                  |
| kén    | S8           | S                   |
| glükóz | C6H12O6      | CH2O                |